# Radnice v Hořovicích
Radnice v Hořovicích je dům číslo 2 na Palackého náměstí v Hořovicích v okrese Beroun. Původní radnice byla renesanční budovou, svou současnou podobu ve stylu české neorenesance však získala teprve v letech 1904 až 1905. Postavena byla ve střední části Palackého náměstí na místě původní radnice. Dnešní stavba se skládá ze dvou křídel: západního s vlastní radnicí a jižního s divadlem. Budova slouží městské správě, divadelní část kulturním a reprezentačním potřebám města. 

## Popis

### Historie
První zmínka o renesanční radnici v Hořovicích pochází z roku 1585. Po požáru roku 1694 byla budova upravena, v roce 1702 byla dostavěna věž. Roku 1756 došlo k jejímu rozšíření o sousední tři měšťanské domy. Ke konci 19. století se místní zastupitelstvo rozhodlo, že si nechají postavit novou radnici. V letech 1904–05 byla na místě původního objektu postavena budova ve stylu české novorenesance, rozčleněná na dvě křídla: západní, které se obrací do náměstí (dnes Palackého), slouží potřebám správy města, v jižním, obráceném do Pražské ulice se nachází divadelní sál a jeho provozní zázemí. Budova slouží městské správě, divadelní část kulturním a reprezentačním potřebám města. V letech 1950–59 zde působil dokonce profesionální soubor Městského oblastního divadla.

### Architektura
V roce 1898 byla jmenována komise pro výstavbu nové budovy radnice, která v roce 1900 nechala vypsat architektonickou soutěž. Stavební požadavky určily, že se má jednat o jednopatrovou rohovou budovu s průčelím do náměstí a věží v nároží. V budově se měly nacházet místnosti pro městský úřad, které by byly odděleny průjezdem od místností pro hostinec. Měl zde být zakomponován i taneční a divadelní sál. Stavba měla být koncipována ve stylu české renesance. Soutěž obeslal architekt Josef Brzák, který byl oceněn čestným uznáním a dále technická kancelář M. Hatiny a M. Křivánka s návrhem novobarokního charakteru. První cenu ovšem získal návrh stavitelů Bohumila Libanského, který měl být rozpracován. Z neznámých důvodů ale bylo další pokračování projektu zastaveno. 

V roce 1903 však radní oslovili architekta Josefa Sakaře, který pro ně vypracoval nový projekt s rozpočtem 120 tisíc korun bez vnitřního zařízení, který byl schválen v červenci 1903. Od roku 1903 probíhala demolice staré radnice. Hrubá stavba byla dokončena v srpnu roku 1904.  Stavba byla tedy realizována podle návrhu architekta Josefa Sakaře, stavební práce vedl Antonín Křivánek a jeho společník místní stavitel Otto Zambory. Slavnostně otevřena byla 2. července 1905. Při této příležitosti sehrál divadelní spolek historické drama z pobělohorské doby Exulanti od Jaroslava Vrchlického.

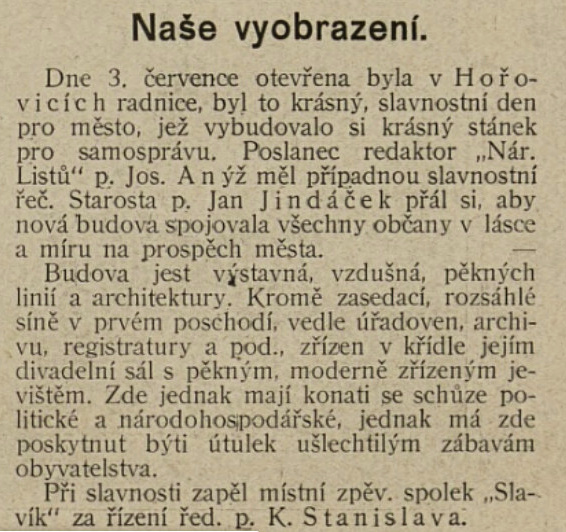
Zpráva o otevření nové radnice

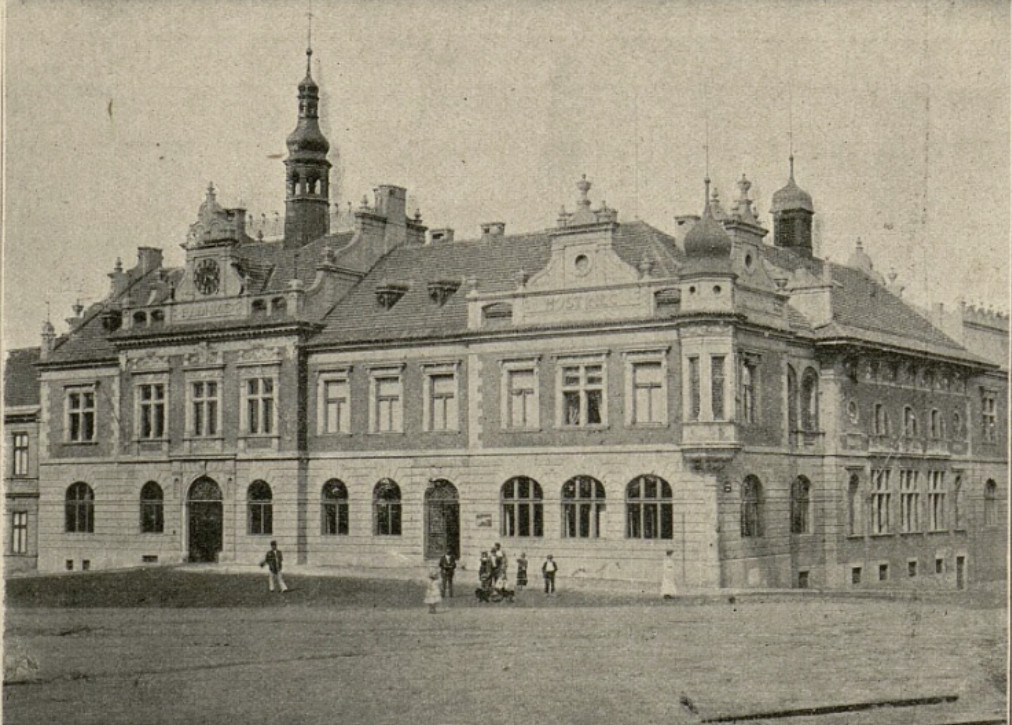
Budova nové radnice z roku 1905

Patrová budova se sedlovou střechou s výrazovými prvky české novorenesance je obrácená svým hlavním průčelím do hlavního náměstí v obci. Je horizontálně členěna do dvou hlavních pásů jednotlivých podlaží, z nichž to přízemní je artikulované průběžnou bosáží a rytmizováno okny s půlkruhovými záklenky. Obsahuje dvě křídla, první západní bylo určené pro prostory městské správy a jižní křídlo v Pražské ulici, ve kterém se nachází divadelní sál se svým provozním zázemím. Jeho fasáda je zasazena do mírného svahu. I tady jsou uplatněny tytéž formy jako na hlavním průčelí, zde ovšem dominují vysoká okna do sálu. Výsek fasády s hledištní částí je završen předsazenou stříškou s lunetami. Linii korunní římsy přesahuje provaziště nad jevištěm. Ze strany dvora jsou k sálu přistavěna tři podlaží provozních místností, která nejsou nijak artikulována. Malované fresky v hlavním sále jsou patrně od akademického malíře Karla Klusáčka. 

### Divadlo

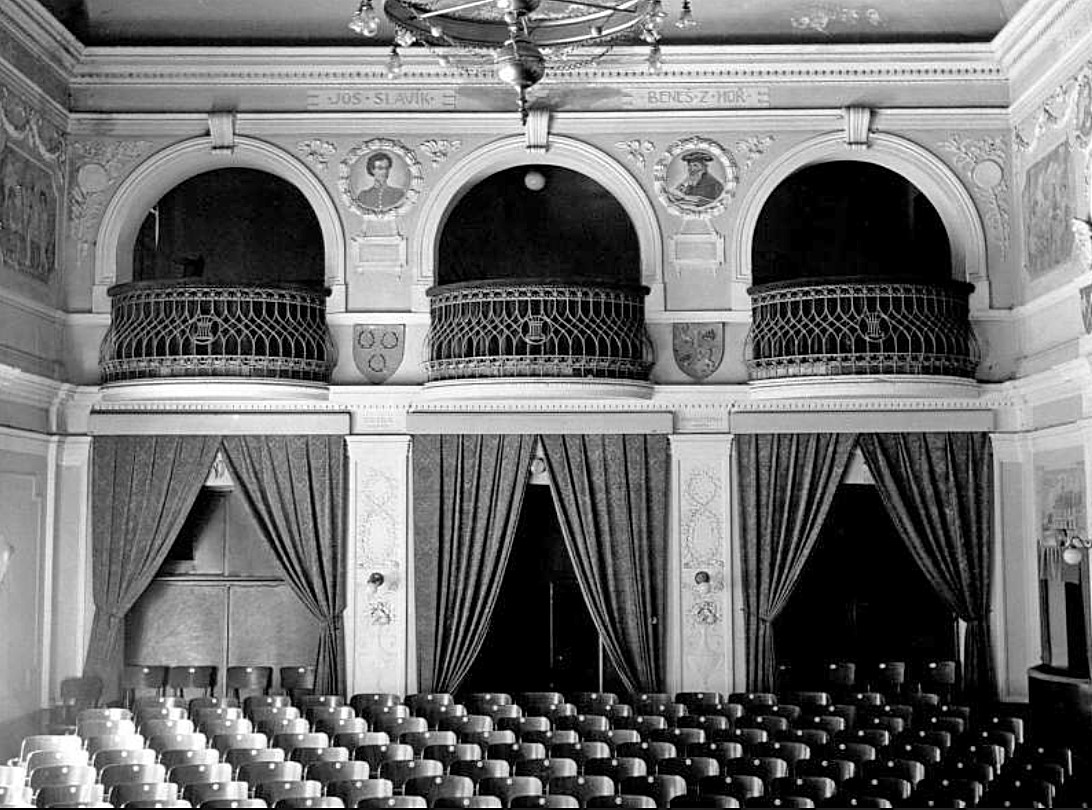
Sál nové radnice

Do divadelního sálu se vstupuje vedlejším vchodem ve vstupním průčelí, které vede chodbou k šatnám, k schodišti k balkónkům a předsálí. Z něj se vstupuje třemi vchody krytými závěsy v zadní stěně sálu. Jeho stěny jsou artikulovány rytmem obdélníkových oken v přízemí a štukových pilastrů posazených na sokl z tmavě hnědého dřevěného obložení. Na ně je posazena profilovaná kordonová římsa se zubořezem a další úzký pás, jehož lizény navazují na linie pilastrů. Na něj dosedají půlkruhové výklenky s klenáky, ve kterých jsou vyvedeny malby.Tmavé obložení u paty sálu spolu s okenními závěsy a poprsní jeviště kontrastuje s bledě oranžovými plochami a horizontálními liniemi v bledě modré barvě na horní části stěn. Pilastry jsou ozdobeny reliéfní štukovou výzdobou a jsou osazeny svítidly. Volné plochy v rozích u jeviště zabírají malby. V zadní stěně tvořila linie pilastrů s oblouky rámec půlkruhových balkónů s železným dekorativním zábradlím, ve kterém byly umístěny lože. Po stranách středního oblouku byly medailony s portréty Josefa Slavíka a Beneše z Hořovic. Na protilehlé straně má jeviště předsazenou předscénu, na kterou vede po levé straně úzké schodiště. Jeho portál je zvýrazněn vertikálně bledě modrou barvou. Vně oblouku elipsoidní výseče jsou vyvedeny bohaté štukové reliéfy. Na jeho vrchol byl pak vsazen znak v rokajovém rámci. Sál využíval nejen Spolek divadelních ochotníků, ale často sloužil pro plesy a taneční zábavy. V roce 1911 bylo do sálu zavedeno elektrické osvětlení. V roce 1937 bylo upraveno jeviště.

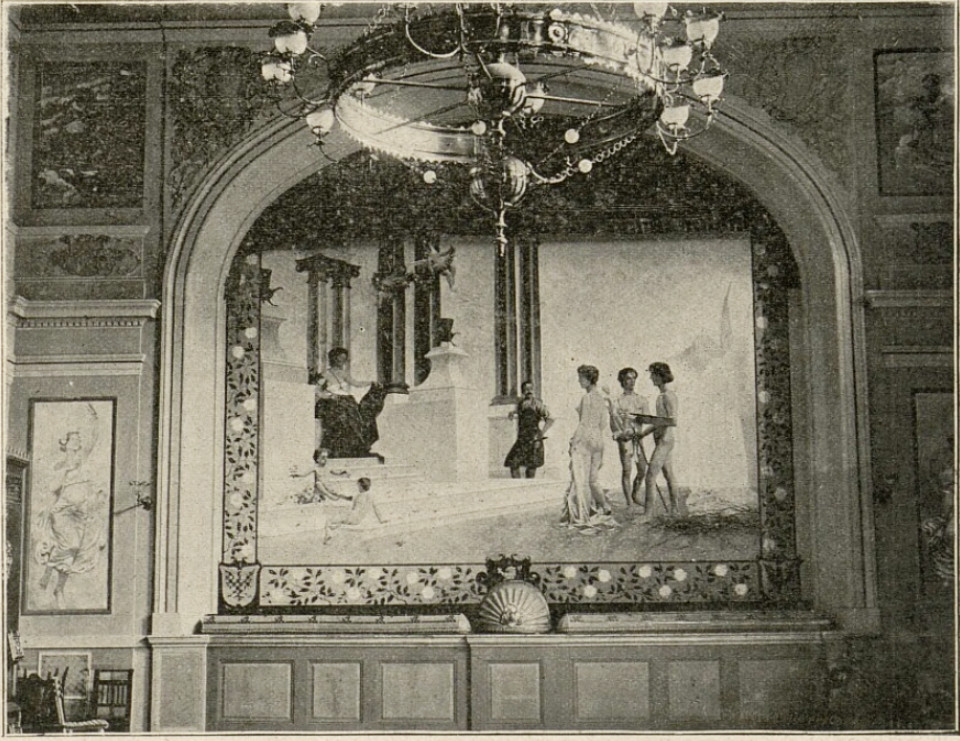
Opona
v divadelním sále v budově nové radnice

V roce 1950 zde zřídil Městský národní výbor profesionální divadelní soubor Městského oblastního divadla. Pro jeho činnost byla zabrána dosavadní restaurace Radnice, jejíž prostory byly adaptovány pro potřeby souboru.  Další zázemí bylo zpřístupněno pro divadlo ve sklepení, kde byly dílny a sklady rekvizit a kulis. V sále byla instalována elevace (zařízení pro vyzdvihování, zvedání). Soubor zahájil svou činnost v roce 1950 inscenací hry Josefa Kajetána Tyla Jiříkovo vidění. Profesionální divadlo působilo v širším okolí Hořovic jako zájezdová scéna. Poslední jeho premiérou na půdě divadla v Městské radnici byla inscenace Naši furianti dramatika Ladislava Stroupežnického. V roce 1959 byla jeho činnost ukončena. Vybavení a soubor se přesunul do kulturního domu v Příbrami. Ochotnický spolek byl v padesátých letech převeden pod Závodní klub Revolučního odborového hnutí Obchodních tiskáren a poté v letech šedesátých sloučen s ostatními kluby pod Společenský klub ROH.

### Galerie

Radnice v Hořovicích
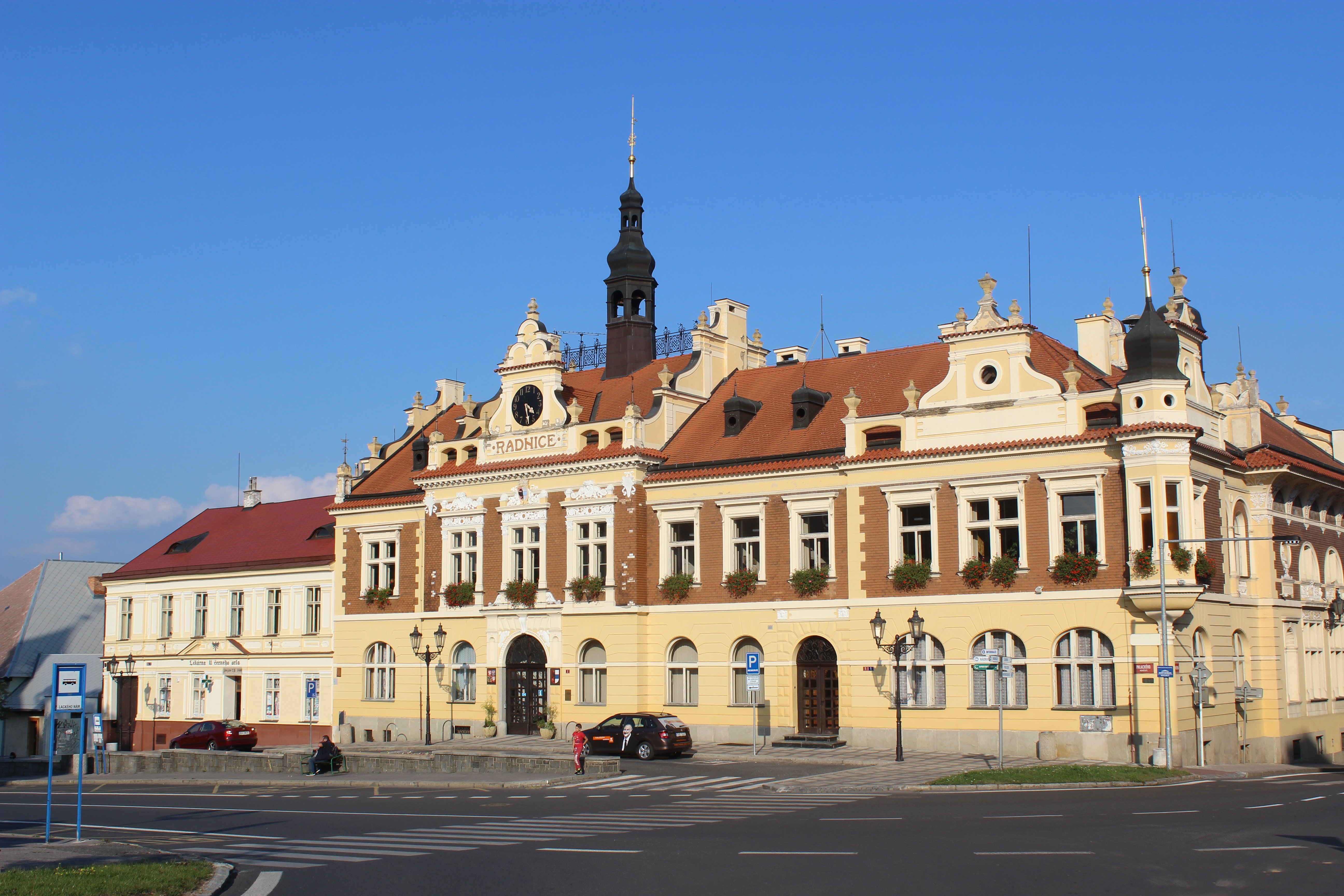
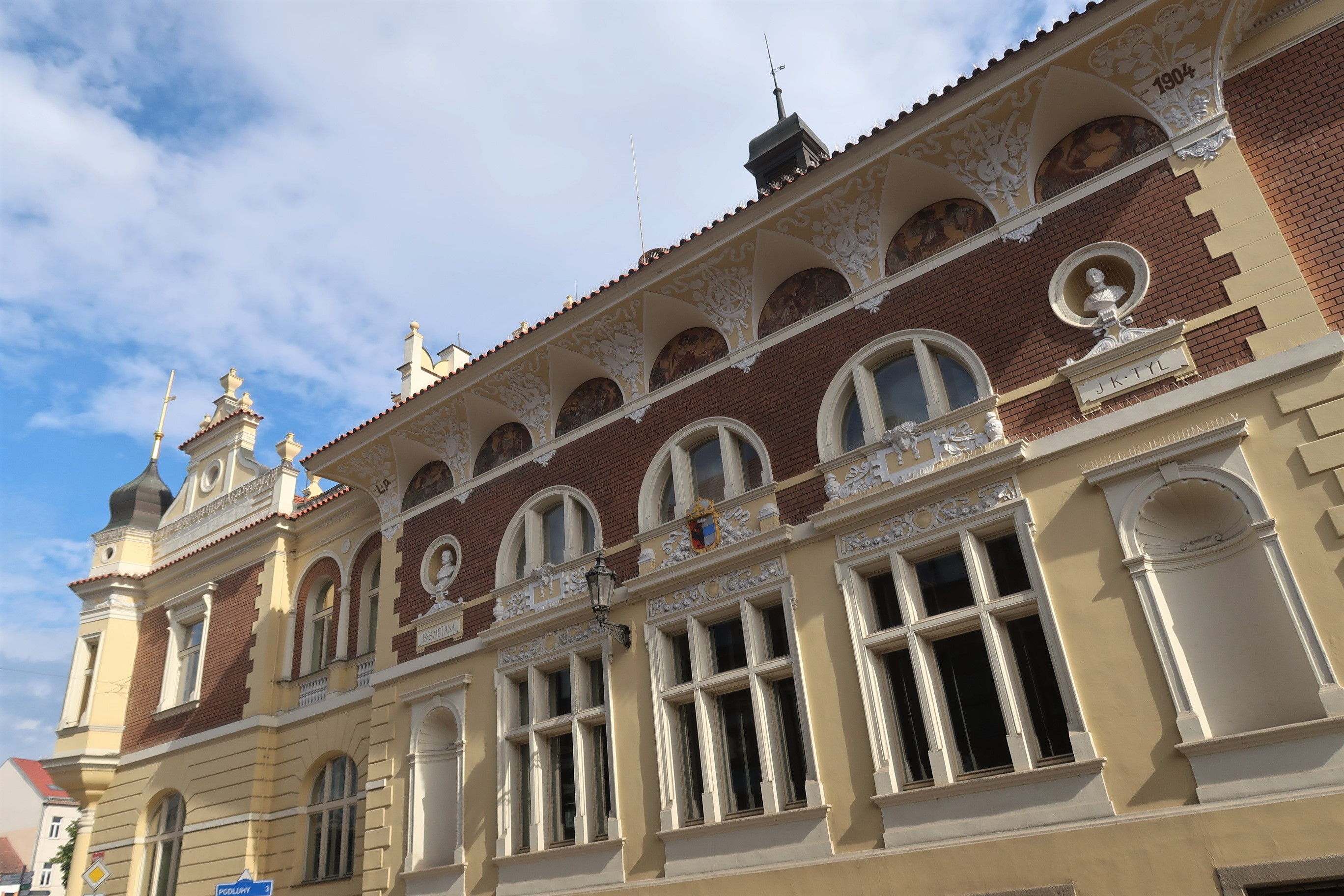
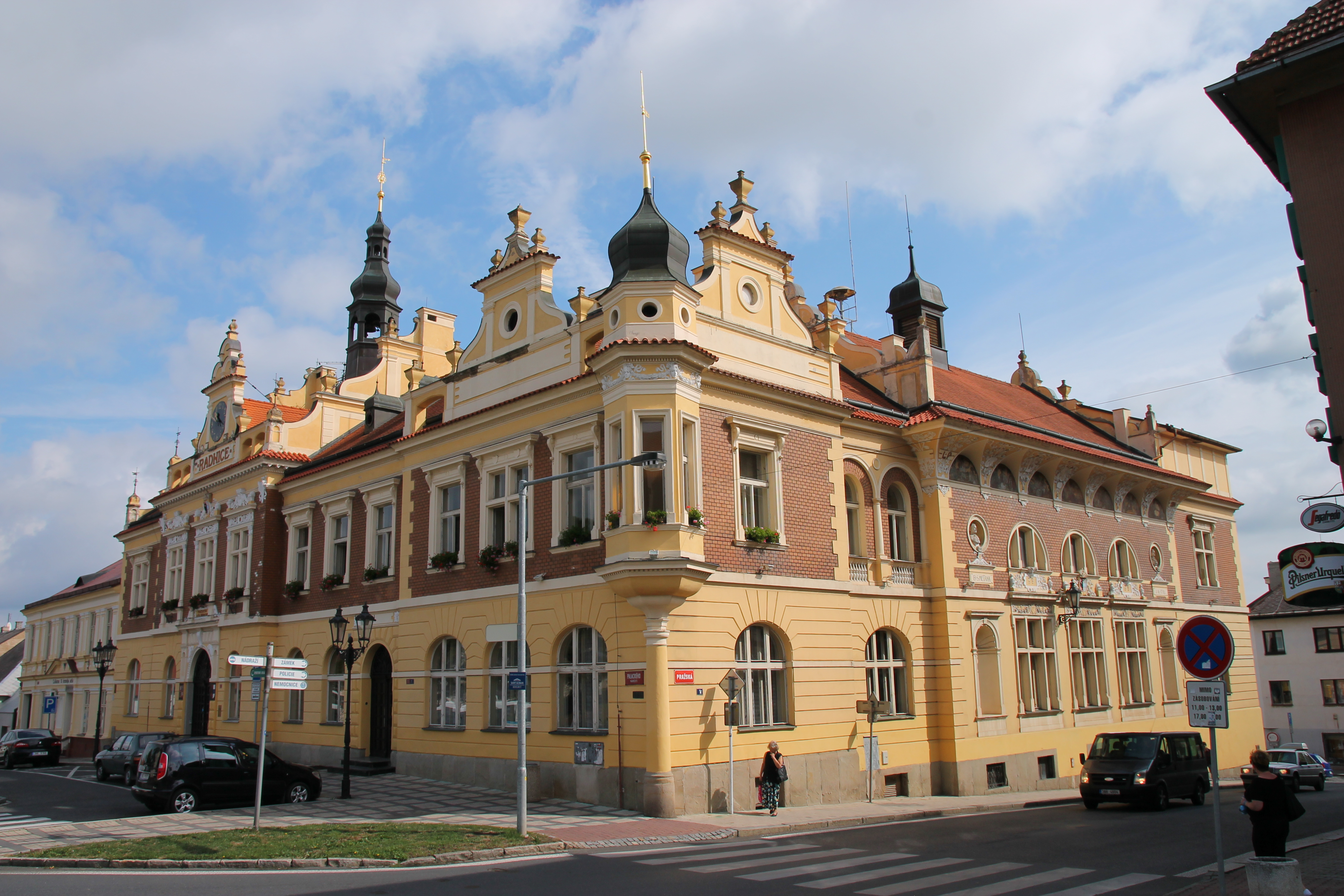
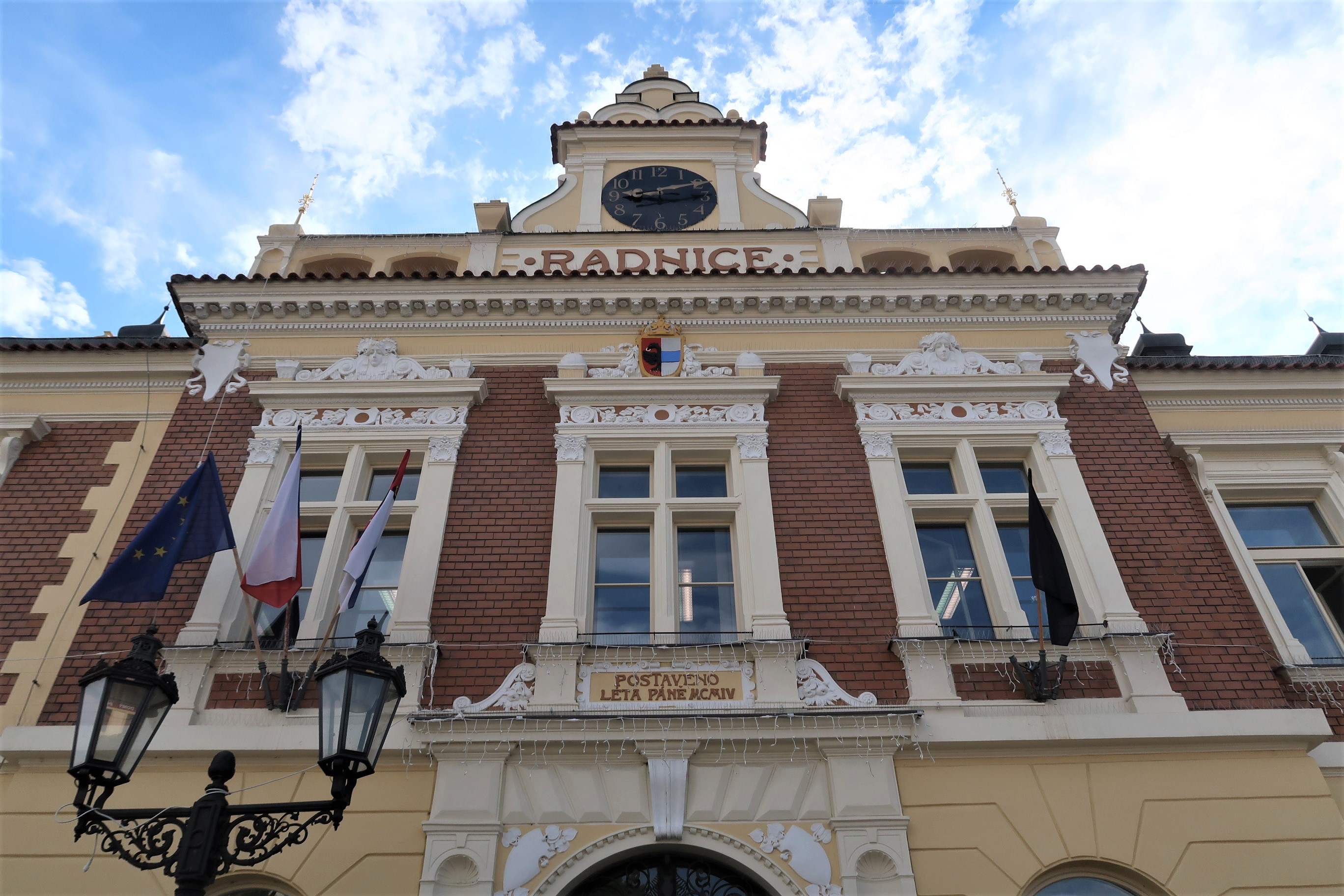
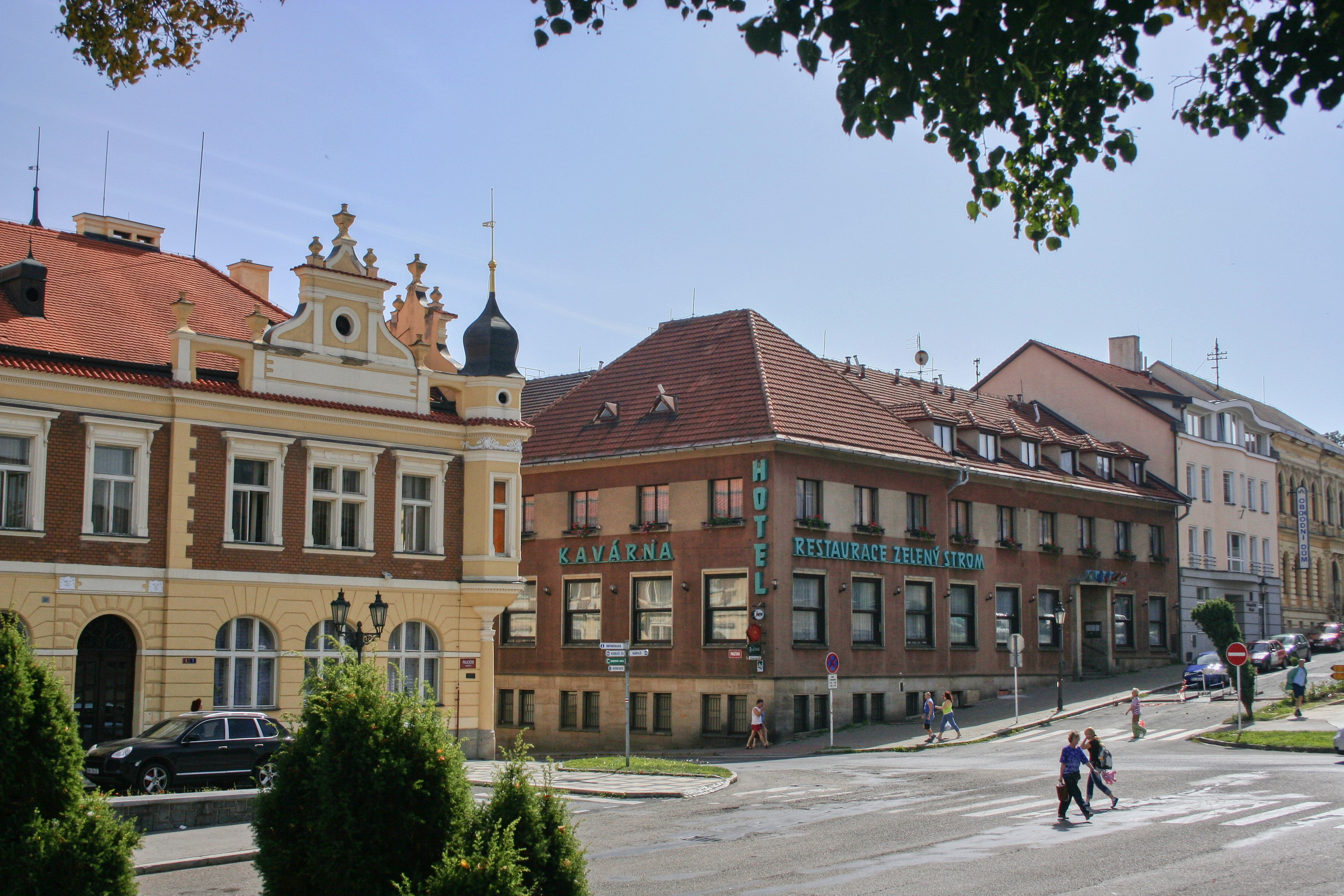
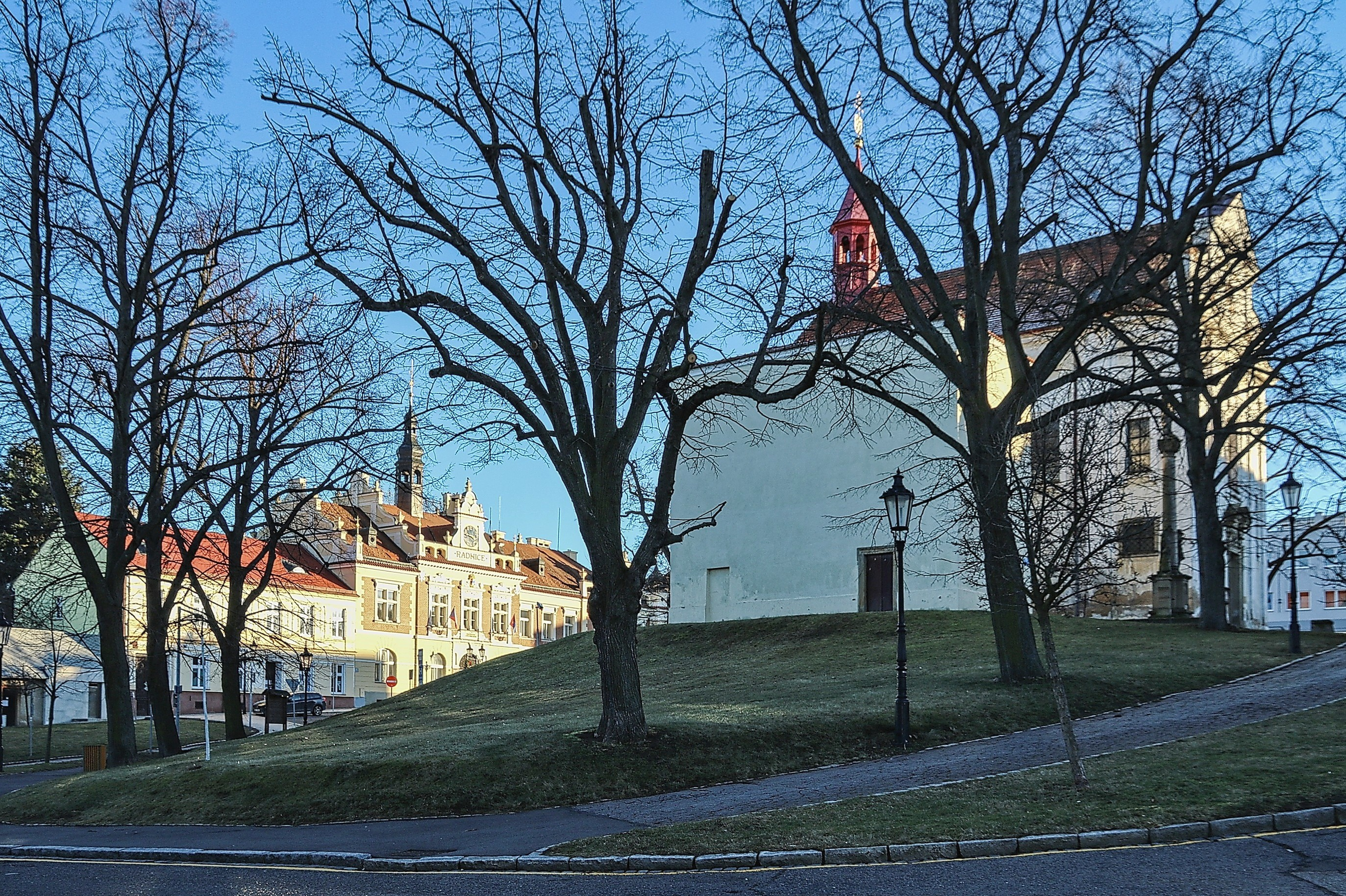